# Hummersknott
Hummersknott – dzielnica w Darlington, w Anglii, w hrabstwie ceremonialnym Durham, w dystrykcie (unitary authority) Darlington. Leży 29 km na południe od miasta Durham i 349 km na północ od Londynu. W 2011 miejscowość liczyła 3478 mieszkańców.